# Octomeria erosilabia
Octomeria erosilabia är en orkidéart som beskrevs av Charles Schweinfurth. Octomeria erosilabia ingår i släktet Octomeria och familjen orkidéer. Inga underarter finns listade i Catalogue of Life.